# Niepokalanów
Niepokalanów (hrvatski: Grad Bezgrešne) je katoličko svetište koje se nalazi u gradu Teresinu, 42 km zapadno od glavnog grada Poljske, Varšave. Samostan je osnovao franjevac sv. Maksimilijan Kolbe 1927. godine uz pomoć ostalih franjevaca. 

## Počeci
Kada je Maksimilijan Kolbe bio u potrazi za prikladnim mjestom za gradnju samostana i prostora za izdavačku djelatnost, princ Jan-Drucki Lubecki omogućio mu je prostor 42 km od Varšave, pokraj željezničke pruge. U jesen iste 1927. godine izgrađene su prve tri drvene barake, a novi samostan je posvećen 7. prosinca 1927.
Prostor je bio premali za sve, ali zahvaljujući princu – franjevci su dobili još 28 hektara. Na tom području izgrađena je crkva, sjedište izdavačke kuće, nekoliko kuća za braću i kuće za hodočasnike.
Mjesto ne služi samo kao mjesto molitve za franjevce, već također kao središte evangelizacije kroz izdavanje časopisa i emitiranje radio programa od 1938. Jedan od časopisa, Vitez Bezgrješne (polj. Rycerz Niepokalanej), imao je nakladu od 750,000 primjeraka mjesečno. Prije rata Niepokalanów je bio jedan od najvećih katoličkih samostana na svijetu (772 člana u 1939).

## Rat
Tijekom Drugog svjetskog rata, samostan je pružio utočište za mnoge vojnike, ranjene je u nacističkom napadu na Poljsku 1939., kao i za izbjeglice (primjerice, oko 1,500 židovskih izbjeglica iz zapadne Poljske). Nekoliko franjevaca su uhićeni i ubijeni u logorima smrti. Sveti Maksimilijan je umro od gladi 14. kolovoza 1941. u koncentracijskom logoru Auschwitz, nakon što je ponudio svoj život za spas života narednika Franje Gajowniczeka, obiteljskoga čovjeka.
Budući da u to vrijeme braća franjevci nisu mogli nastaviti objavljivati vjerski tisak, otkrili su još jedan način služenja. Tako su franjevci pomagali zarobljenike, organizirali tajni vjeronauk, te pomogali poljskom Crvenom križu. Kako bi pomogli ljudima sagradili su pilanu, stolarsku radionicu, trgovinu, radionicu za popravak poljoprivrednih strojeva, bicikla, satova i mnoge druge stvari.

## Niepokalanów sada
Nakon rata, u srpnju 1945. godine, nastavilo se s izdavanjem časopisa Vitez Bezgrešne. U godinama 1948. – 1954. izgrađena je crkva prema projektu arhitekta Zygmunta Gawlika Krakowa. Godine 1950., primas Poljske Stefan Wyszynski ustanovio je župu (trenutno oko 7,000 vjernika). Godine 1980. s dekretom Svete Stolice samostan i crkva Niepokalanów dobili su titulu i privilegije manje bazilike.
Značenje Niepokalanówa povećalo se zahvaljujući kanonizaciji sv. Maksimilijana Kolbea 1982. godine i zahvaljujući pastoralnom posjetu pape Ivana Pavla II. 1983. Danas je samostan glavno središte hodočašća u središnjoj Poljskoj. Tisuće hodočasnika iz zemlje i iz inozemstva, posjećuju mjesnu crkvu, i muzej sv. Maksimilijana Kolbea.

## Galerija
- Niepokalanów, glavni oltar u bazilici
- Statua sv. Maksimilijana Kolbea
- Soba sv. Maksimilijana Kolbea (replika u muzeju)
- Basilika - novi mozaik